# Pachycondyla obscurans
Pachycondyla obscurans är en myrart som först beskrevs av Walker 1859.  Pachycondyla obscurans ingår i släktet Pachycondyla och familjen myror. Inga underarter finns listade i Catalogue of Life.

## Bildgalleri

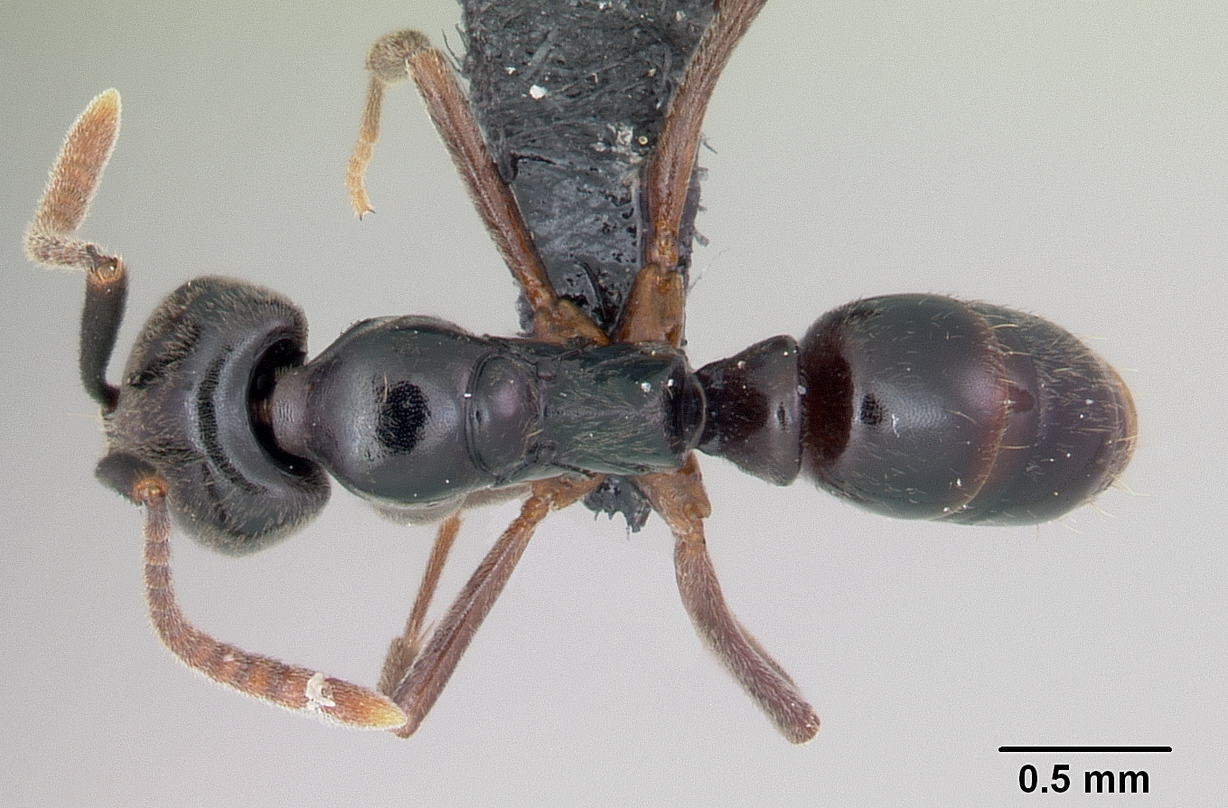
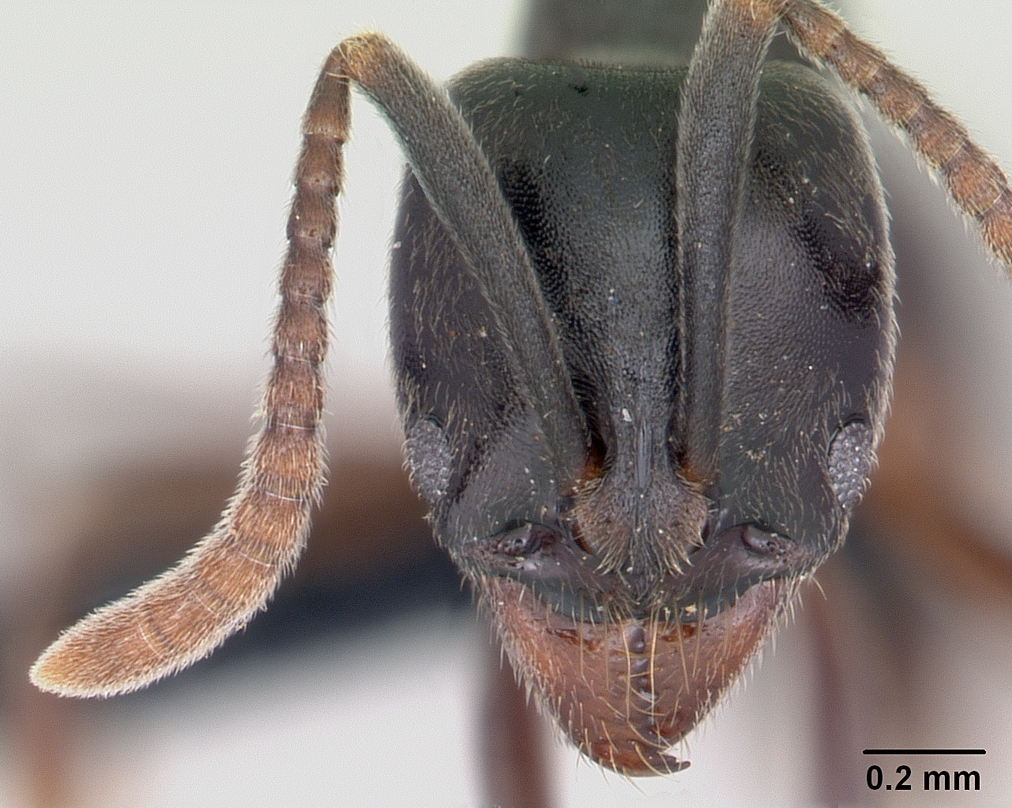
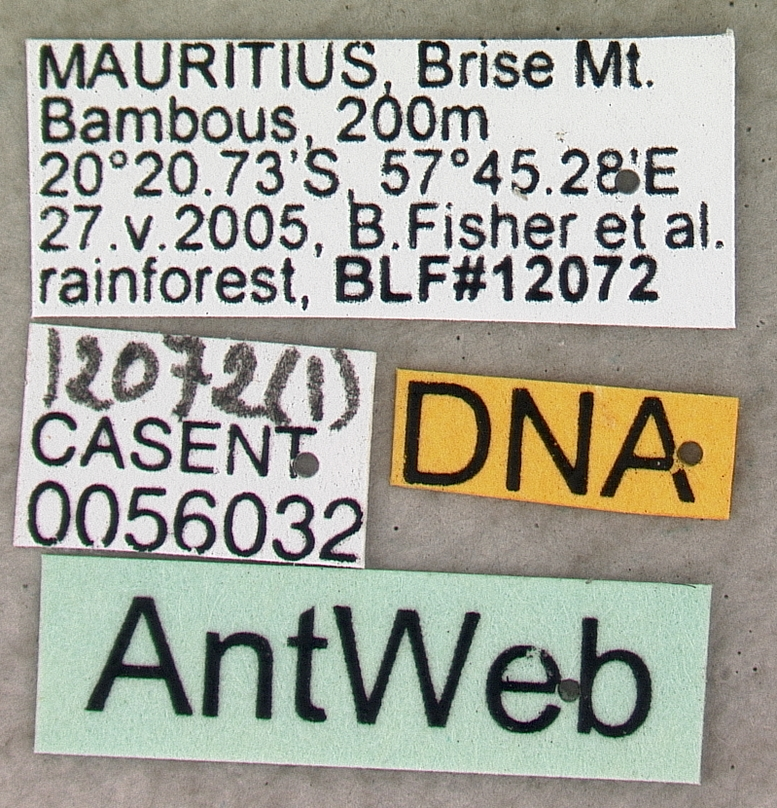
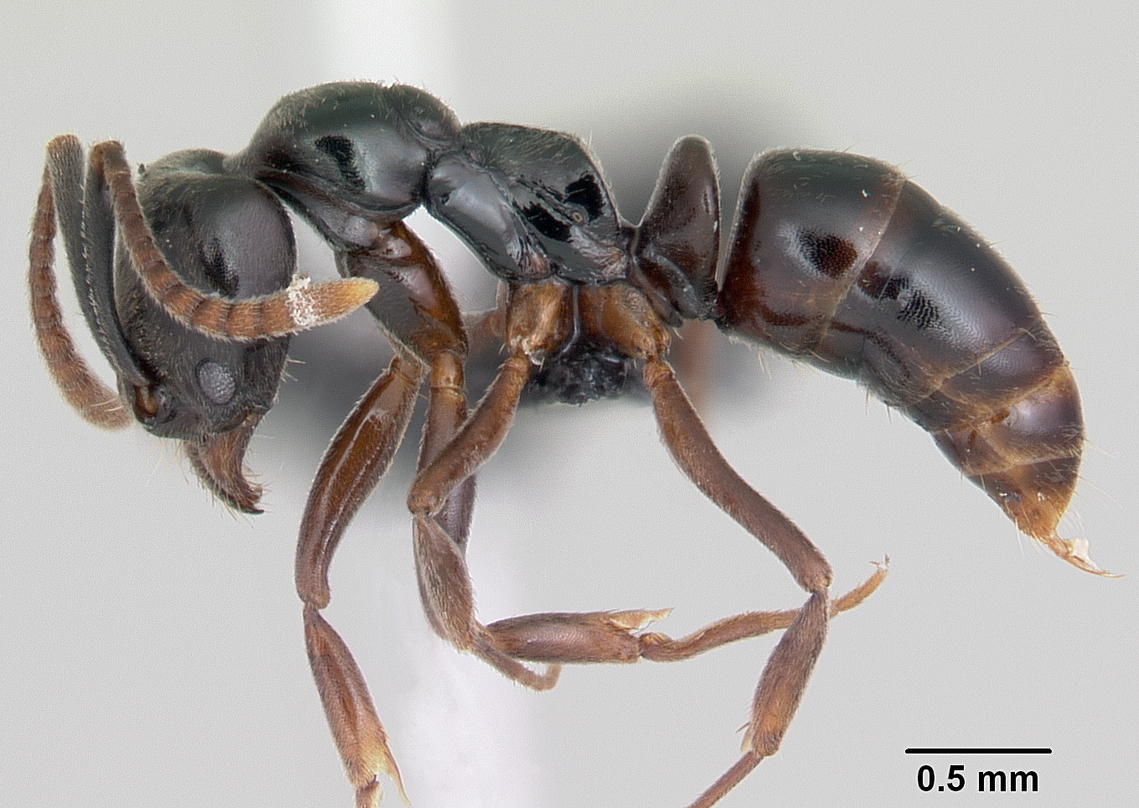
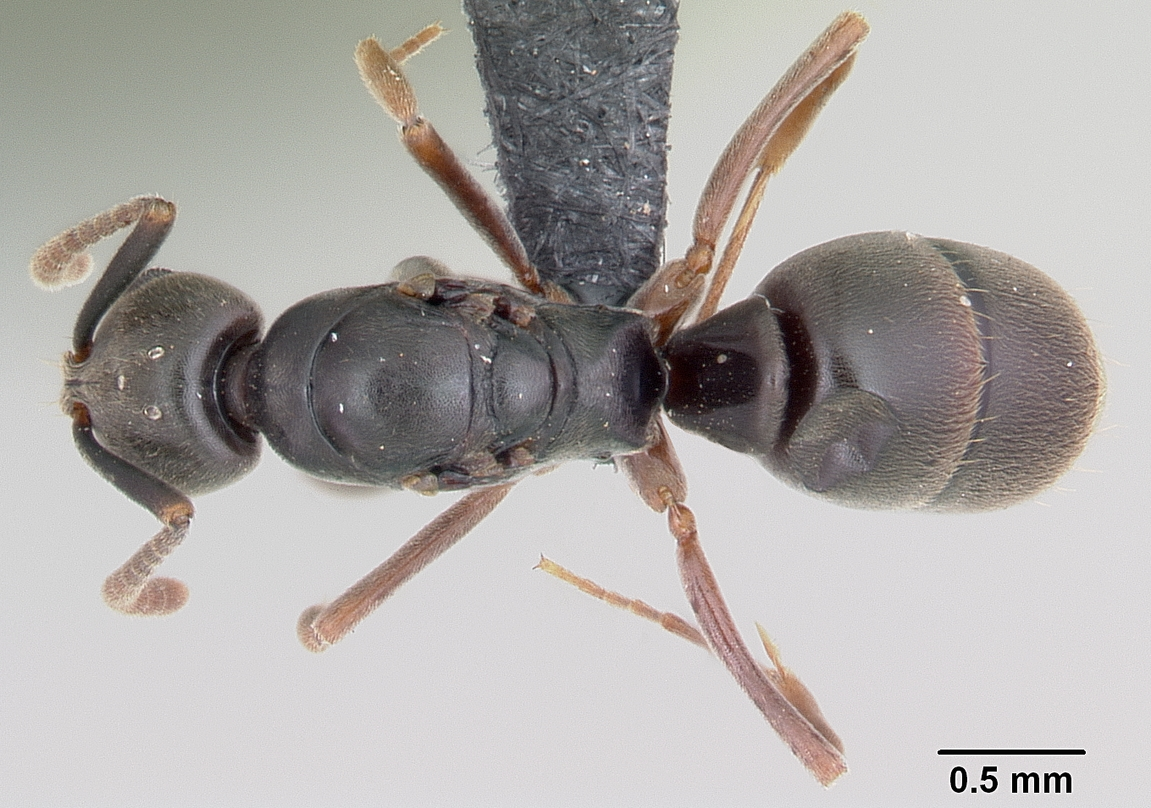
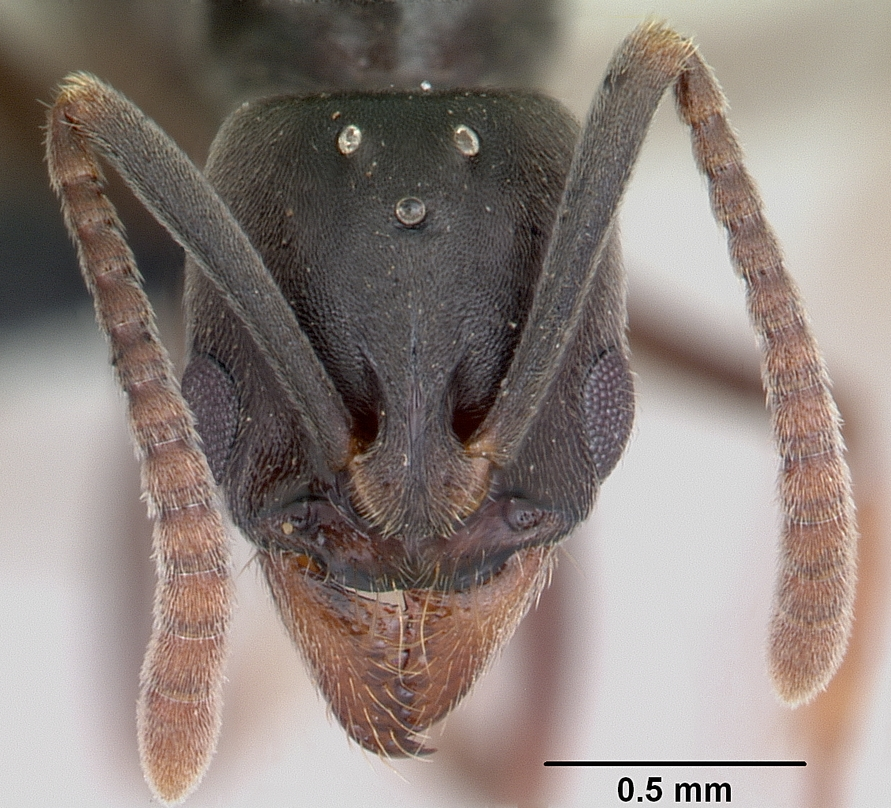